# Јелица Зупанц
Јелица Зупанц (Ћуприја, 1952) драматург, сценариста, књижевница - по оцу Ћеранић, по мајци Зисић - рођена је стицајем околности у Ћуприји где је провела првих 11 дана живота. Одрасла је и школовала се у Београду, похађала је О.Ш. "Браћа Рибар" и Другу београдску гимназију. Дипломирала је на Факултету драмских уметности у Београду - одсек драматургије 1975. године, а затим започела рад у Телевизији Београд као драматург, сценариста и уредница, да би свој радни век у тој кући завршила на месту одговорне уреднице Редакције драмског и домаћег серијског програма РТС. Удата је за Миодрага Зупанца, драматурга и писца, дугогодишњег уредника ТВ Београд и РТС. Ћерка Содја Зупанц Лоткер такође је драматург, школовала се на ДАМУ у Прагу где је и докторирала, предаје на Прашком универзитету и као гостујући професор на универзитетима у свету.
Изведене позоришне драме: "Црњански или лако је Андрићу" Атеље 212 1987. у режији Милоша Лазина, штампана уз програм; прва верзија штампана у часопису "Сцена" 1986. године; "Србијом узводно" Београдско драмско позориште 1989. у режији Милоша Лазина; "Огњена купина" Театар Јоаким Вујић, Крагујевац 1997, у режији ансамбла са драмским уметником Мирком Бабићем, штампана у часопису "Сцена" 1991, допуњена верзија у часопису "Рашка" 1997; "Исидора" Фестивал монодраме и пантомиме у Земуну 1989. у режији Слободанке Алексић,у извођењу драмске уметнице Мире Бањац; "Гле, Срби" Фестивал монодраме и пантомиме у Земуну 1990. у режији Пита Теслића, у извођењу драмског уметника Миодрага Радовановића; "Загреб-Београд виа Сарајево" Југословенско драмско позориште 2021. у режији Горчина Стојановића.
Сценарији за снимљене ТВ филмове: "Учини то својски" ТВ Сарајево, ЈРТ 1985. у режији Мирослава Лекића; "Загреб-Београд преко Сарајева" ТВ Београд 1992. у режији Милоша Радовића, штампана у Антологији ТВ драме, пета књига; "Исидора" РТС 1995. у режији Слободана Радовића; "Наша Енглескиња" РТС 1997. у режији Слободана Радовића; "Недовршена симфонија" РТС 1998. у режији Слободана Радовића, позоришна верзија штампана у едицији Савремена српска драма 1998; "Брег чежње" РТС 2002. у режији Слободана Радовића, позоришна верзија штампана у часопису "Сцена" 2002; "Између изгубљеног и неодржаног" РТС 2004. у режији Слободана Радовића; "Божићна печеница" према делу Стевана Сремца, РТС 2007. у режији Слободана Радовића; "Реконвалесценти" према делу Драгише Васића, РТС 2006. у режији Слободана Радовића; Драмске минијатуре "Смешне и друге приче" РТС 2004/05. по делима Саројана, О'Хенрија, Мрожека, Кортасара, Драгише Васића, Сингера и др. у режији Мишка Милојевића.
Објављене књиге: "Кафкине адресе" роман, "Чигоја" 2002; "Црвено, жуто, зелено, крени" књига за децу, "Плато" 2002; "Bist du Драгиша Васић" роман, "Службени гласник" 2015; "Драгиша и Крлежа - пријатељство сувишно а недовољно" драма, РТС Издаваштво 2022.
Сценарији за снимљене ТВ серије: "Црвено, жуто, зелено, крени" за децу, РТС 1998. у режији Слободана Шуљагића; "Најбоље године" у сарадњи са супругом писцем Миодрагом Зупанцом, ТВ Пинк 2003. у режији Слободана Шуљагића.
Емитоване радио драме: "Замена" и "Кућа на Калварији" у сарадњи са супругом писцем Миодрагом Зупанцом, Радио Београд 1974. обе у режији Боде Марковића; "Недовршена симфонија" Радио Београд 2002. у режији Нађе Јањетовић.
Добитник је Награде „Бранислав Нушић“, Удружења драмских писаца Србије за најбољи драмски текст 1985. за драму „Црњански или лако је Андрићу“, Годишње награде РТС-а за најбољи сценарио 1995. за „Исидору“, као и награде „Женско перо“, коју додељује часопис „Базар“, за „Кафкине адресе“, као најбољи роман 2002. године.